# Hälsingland
Hälsinglandⓘ (Helsingia) là một trong những tỉnh truyền thống của Thụy Điển (landskap).
Cũng giống như các tỉnh của Thuỵ Điển hiện nay không còn chức năng hành chính. 
Tỉnh này toạ lạc ở miền trung Thụy Điển. Tỉnh giáp Gästrikland, Dalarna, Härjedalen, Medelpad và Vịnh Bothnia. Nó là một phần của land Norrland.
Địa hình chủ yếu là của các núi đá, dốc xuống về phía bờ biển. Đỉnh cao nhất ở phần phía bắc của nó là 530 mét và 600 mét ở khu vực phía tây. Khoảng 85% diện tích đất là rừng cây, ngành công nghiệp gỗ trong quá khứ là ngành kinh tế mang lại nguồn thu nhập chính. Ngoài một số khu vực xung quanh các hệ thống sông, đáng chú ý xung quanh sông Ljusnan, đất đai cằn cỗi. các khu vực lớn bao gồm đá và đầm lầy, không phù hợp cho nông nghiệp.
Một phần của đường bờ biển trên Vịnh Bothnia, được gọi là "Bờ Cao", đã được vào sanh sách di sản thế giới UNESCO.
Các tính năng khác đáng chú ý địa chất là hệ thống hồ Dellen, là miệng hố thiên thạch. Đây là vị trí duy nhất ở Thụy Điển có đá andesit núi lửa. 